# Heikki Konttinen

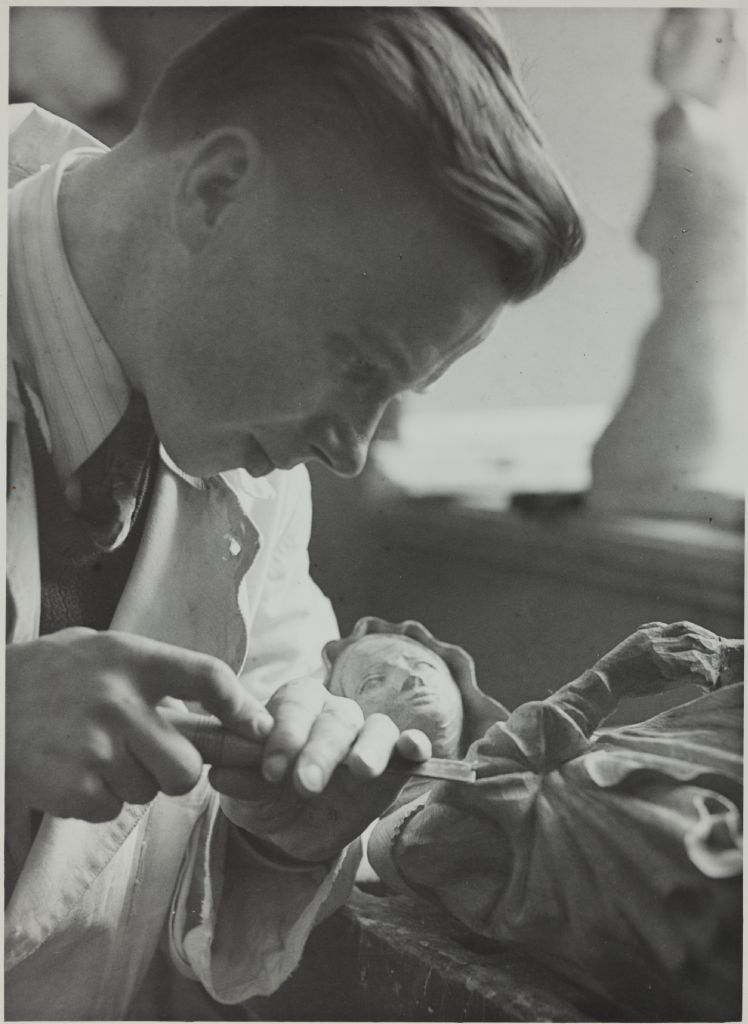
Heikki Konttinen år 1939.

Heikki Konttinen, född 17 juni 1910 i Suonenjoki, död 20 februari 1988 i Helsingfors, var en finländsk skulptör.  
Heikki Konttinen studerade konst och design på Centralskolan för konstflit i Helsingfors 1937–1939 och 1940–1941 samt på Finska Konstföreningens ritskola 1942–1945. Han bodde i Hagalund i Esbo från 1955. Han var gift med  Marjatta Konttinen.
Hans verk visades för första gången på en utställning i Helsingfors 1939. Han tilldelades Pro Finlandia-priset 1964.

## Verk i urval
- Byst över Eino Sakari Yrjö-Koskisen, 1958, Tammerfors
- Veljmies, fontän, 1959, framför saluhallen i Kuopio
- Staty över Hannes Kolehmainen, 1952, Kuopio
- Skulptur på krigskyrkogården i Leppävirta, 1965
- Bruden, brons, 1983, Hagalunds centrum i Esbo